# Vág (település)
Vág község Győr-Moson-Sopron vármegyében, a Csornai járásban.

## Fekvése
A Rábaköz déli részén, a Rába bal partján helyezkedik el.

### Megközelítése
A település központján, annak főutcájaként, nagyjából észak–déli irányban végighúzódik a 8426-os út, közúton azon érhető el a 86-os főút páli szakasza irányából, illetve déli szomszédja, Kemenesszentpéter felől is. Szillel a 8604-es, Szannyal a 8425-ös út köti össze, keleti határszélét érinti még a Rábasebesre vezető 84 133-as számú mellékút is. Vasútvonal nem érinti.

## Története
Elterjedt az a nézet, hogy a falu első említése 1001-ből származik, ugyanis a Pannonhalmi apátság Alapítólevelének végén említett hét halászfalu egyike: Wag. Azonban minden bizonnyal a Vág folyó mentén, a középkori Pozsony vármegyében lévő faluról van szó, mely a mai Deáki és Vágsellye településeket foglalhatta magában. Az első írott említés 1263-ból, IV. Béla idejéből való.
Egy fent maradt monda szerint egyszer Màtyàs kiràly Vàg környèkèn vadàszott. Mivel a faluban èppen akkor bùcsù volt betèrt, hogy szomjùsàgàt csillapìtsa. Ott pillantotta meg Pòki Esztert, akibe rögtön beleszeretett. Elkezdett udvarolni a lànynak ès azèrt, hogy minèl hamarabb Vàgra èrjen, a Ràba mentèn utat èpìtetett Budàròl. E mondànak köszönhetően hívják a vàgiak a vìzügyi védőgátat "Eszteru"-nak.

## Közélete

### Polgármesterei
| Időszak   | Név              | Jelölő szervezet |
| --------- | ---------------- | ---------------- |
| 1990–1994 | Pálffy Attila    | független        |
| 1994–1998 | Pálffy Attila    | független        |
| 1998–2002 | Pálffy Attila    | független        |
| 2002–2006 | Pálffy Attila    | független        |
| 2006–2010 | Pálffy Attila    | független        |
| 2010–2014 | Pálfi Imre       | független        |
| 2014–2019 | Pálffy Attila    | független        |
| 2019–2024 | Pálffy Attila    | független        |
| 2024–     | Hockstock Dániel | független        |

## Népesség
A település népességének változása:
| Lakosok száma | 463  | 444  | 440  | 442  | 486  | 473  | 493  |
|               | 2013 | 2014 | 2015 | 2021 | 2022 | 2023 | 2024 |

A 2011-es népszámlálás során a lakosok 94,2%-a magyarnak, 2,2% németnek, 0,2% szlováknak mondta magát (5,4% nem nyilatkozott; a kettős identitások miatt a végösszeg nagyobb lehet 100%-nál). A vallási megoszlás a következő volt: római katolikus 80,2%, református 5,2%, evangélikus 1,9%, felekezeten kívüli 3% (8,2% nem nyilatkozott).
2022-ben a lakosság 88,9%-a vallotta magát magyarnak, 4,3% németnek, 0,2% örménynek, 0,2% cigánynak, 1% egyéb, nem hazai nemzetiségűnek (9,5% nem nyilatkozott; a kettős identitások miatt a végösszeg nagyobb lehet 100%-nál). Vallásuk szerint 49% volt római katolikus, 4,9% református, 1,2% evangélikus, 0,2% egyéb keresztény, 0,8% egyéb katolikus, 4,3% felekezeten kívüli (39,5% nem válaszolt).

## Nevezetességei
- Itt született Wathay Ferenc, végvári vitéz, festő, énekszerző.

## Képgaléria

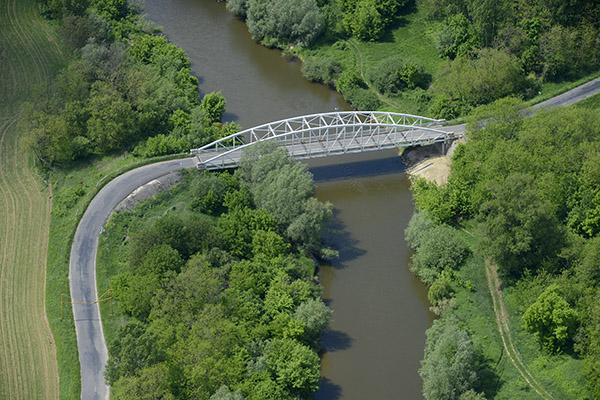
A 8426-os út vági Rába-hídja
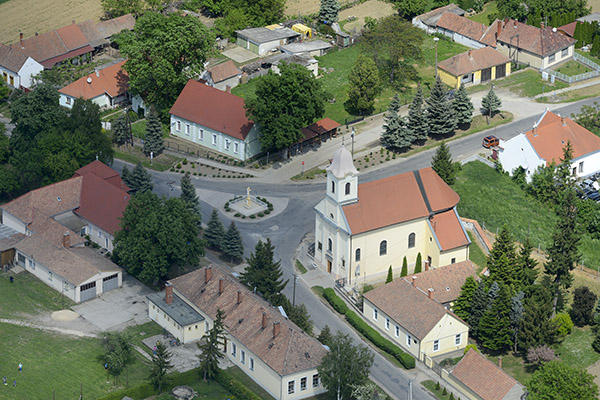
Vág központja a katolikus templommal, légi felvétel
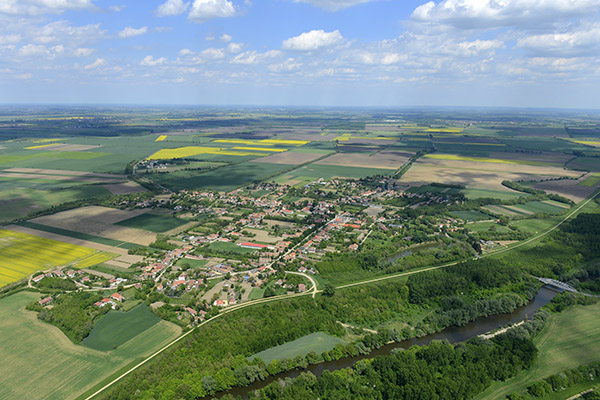
Vág látképe légi fotón